# Moj, njegov i njen svijet
Na prijelazu tisućljeća Elemental potpisuje diskografski ugovor s izdavačkom kućom Kondorcomm i kreće snimati svoj debitantski album. Pri sastavljanju albuma upotrijebili su postojeću Inkovu pjesmu Kad ritam povede na kojoj je Remi pjevala refren. Album je snimljen u improviziranom studiju u kući na zagrebačkoj Trešnjevci od milja prozvanom Studio Chuspais, u kojeg je dolazila snimati i nekolicina hip hop istovremenika (među njima i 16-godišnji ChozenOne, kasnije poznat kao Zondo iz Dječaka). U lipnju 2000. objavljen je prvi album Elementala Moj, njegov i njen svijet.

Album je odskakao od tadašnjih domaćih hip hop izdanja zbog svojih organskih, mekših beatova i ozbiljnog pristupa temama, za razliku od tada prevladavajućih opasnih kvartovskih priča ili šaljivih tekstova. Među sampleovima na albumu mogu se naći isječci iz Mješovitog pjevačkog zbora KUD-a INA, kultnog filma “Kuda idu divlje svinje”, filma "Jeste li bili u Zagrebu, gospodine Lumiére?" Jakova Sedlara i niz drugih specifičnih muzičkih i govornih isječaka. Dizajn naslovnice albuma potpisuje Branimir Kolarek Badcat, a autor korištenih fotografija je Tino Turk. Nakon izdavanja albuma, uslijedio je niz nesuglasica s izdavačkom kućom Kondorcomm zbog kojih naposlijetku s albuma nije plasiran niti jedan singl.

## Popis pjesama
| 1.    | »Intro«                                     |                                                            | Gordan Radočaj Ink, Luka Tralić Shot, Mirela Priselac Remi | 1:27 |
| 2.    | »Kad ritam povede«                          | Gordan Radočaj Ink, Luka Tralić Shot, Mirela Priselac Remi | Gordan Radočaj Ink, Luka Tralić Shot, Mirela Priselac Remi | 3:43 |
| 3.    | »Glavu gore«                                | Gordan Radočaj Ink, Luka Tralić Shot, Mirela Priselac Remi | Gordan Radočaj Ink, Luka Tralić Shot, Mirela Priselac Remi | 4:33 |
| 4.    | »Skit 1«                                    |                                                            | Gordan Radočaj Ink, Luka Tralić Shot, Mirela Priselac Remi | 0:24 |
| 5.    | »Teorija i praksa«                          | Gordan Radočaj Ink, Luka Tralić Shot, Mirela Priselac Remi | Gordan Radočaj Ink, Luka Tralić Shot, Mirela Priselac Remi | 4:38 |
| 6.    | »Jednog dana«                               | Gordan Radočaj Ink, Luka Tralić Shot, Mirela Priselac Remi | Gordan Radočaj Ink, Luka Tralić Shot, Mirela Priselac Remi | 3:51 |
| 7.    | »Od malih nogu«                             | Gordan Radočaj Ink, Luka Tralić Shot, Mirela Priselac Remi | Gordan Radočaj Ink, Luka Tralić Shot, Mirela Priselac Remi | 4:26 |
| 8.    | »Skit 2«                                    |                                                            | Gordan Radočaj Ink, Luka Tralić Shot, Mirela Priselac Remi | 0:28 |
| 9.    | »Moj, njeogv i njen svijet«                 | Gordan Radočaj Ink, Luka Tralić Shot, Mirela Priselac Remi | Gordan Radočaj Ink, Luka Tralić Shot, Mirela Priselac Remi | 4:44 |
| 10.   | »Opet u akciji 1«                           | Gordan Radočaj Ink, Luka Tralić Shot, Mirela Priselac Remi | Gordan Radočaj Ink, Luka Tralić Shot, Mirela Priselac Remi | 4:03 |
| 11.   | »Kaj nam pak moreju«                        | Gordan Radočaj Ink, Luka Tralić Shot, Mirela Priselac Remi | Gordan Radočaj Ink, Luka Tralić Shot, Mirela Priselac Remi | 4:13 |
| 12.   | »Skit 3«                                    |                                                            | Gordan Radočaj Ink, Luka Tralić Shot, Mirela Priselac Remi | 0:21 |
| 13.   | »Kronično neispavan«                        | Gordan Radočaj Ink, Luka Tralić Shot, Mirela Priselac Remi | Gordan Radočaj Ink, Luka Tralić Shot, Mirela Priselac Remi | 4:46 |
| 14.   | »360«                                       | Gordan Radočaj Ink, Luka Tralić Shot, Mirela Priselac Remi | Gordan Radočaj Ink, Luka Tralić Shot, Mirela Priselac Remi | 4:28 |
| 15.   | »Skit 4«                                    |                                                            | Gordan Radočaj Ink, Luka Tralić Shot, Mirela Priselac Remi | 0:14 |
| 16.   | »Ta-da«                                     | Gordan Radočaj Ink, Luka Tralić Shot, Mirela Priselac Remi | Gordan Radočaj Ink, Luka Tralić Shot, Mirela Priselac Remi | 4:18 |
| 17.   | »Rima-ritam-muzika«                         | Gordan Radočaj Ink, Luka Tralić Shot, Mirela Priselac Remi | Gordan Radočaj Ink, Luka Tralić Shot, Mirela Priselac Remi | 4:54 |
| 18.   | »Ostavi T.R.A.G.« (featuring Blackout 00)   | Gordan Radočaj Ink, Luka Tralić Shot, Mirela Priselac Remi | Kristijan Frković Frx, Luka Tralić Shot                    | 4:24 |
| 19.   | »TrenutakkadjeTintorInkogovićshvatioda...«  | Gordan Radočaj Ink, Luka Tralić Shot, Mirela Priselac Remi | Gordan Radočaj Ink, Luka Tralić Shot, Mirela Priselac Remi | 0:35 |
| 20.   | »Nije normalno«                             | Gordan Radočaj Ink, Luka Tralić Shot, Mirela Priselac Remi | Gordan Radočaj Ink, Luka Tralić Shot, Mirela Priselac Remi | 4:13 |
| 21.   | »Kraj (ili početak??)«                      | Gordan Radočaj Ink, Luka Tralić Shot, Mirela Priselac Remi | Gordan Radočaj Ink, Luka Tralić Shot, Mirela Priselac Remi | 2:00 |
| 22.   | »Svim zmijama oštrica« (featuring DJ Excel) | Gordan Radočaj Ink, Luka Tralić Shot, Mirela Priselac Remi | Gordan Radočaj Ink, Luka Tralić Shot, Mirela Priselac Remi | 5:42 |
| 76:27 |                                             |                                                            |                                                            |      |

- Sve pjesme snimljene su u Chuspais studiju osim "Ostavi T.R.A.G." koja je snimljena u Studiju  Radija 101
- Posljednja pjesma "Svim zmijama oštrica" na albumu je navedena kako bonus track.

#### Sampleovi
- "Intro" sadrži sample skladbe "Soon Ah Will Be Done" u izvedbi Mješovitog pjevačkog zbora KUD-a INA s albuma "Folklor u zborskoj glazbi". Skladbu je napisao afroamerički skladatelj William Levi Dawson. Sample u pjesmi sadrži tekst "Soon Ah will be done, with the troubles of the world, Goin' home to live with God".
- "Kad ritam povede" sadrži sample skladbe "Understanding" soul glazbene skupine Truth.
- "Od malih nogu" sadrži sample skladbe "Trains and Boats and Planes" Burt Bacharacha u izvedbi Astrud Gilberto.
- "Skit 2" isječak je iz filma "Jeste li bili u Zagrebu, gospodine Lumiére?" u režiji Jakova Sedlara.
- "Moj, njegov i njen svijet" sadrži sample skladbe "La Fiesta", kompozicije koju je napisao Chick Corea, u izvedbi Stan Getza s albuma Captain Marvel.
- "Opet u akciji 1" sadrži sample skladbe "Lover Man" u izvedbi Blossom Dearie.
- "Kaj nam pak moreju" sadrži sample "Kaj nam pak moreju" iz operete "Jurek i Štefek" Ive Tijardovića.
- "Kronično neispavan" sadrži sample jazz standarda "Lullaby of Birdland" u izvedbi Earthe Kitt
- "360°" sadrži sample skladbe "Wave" Antônia Carlosa Jobima u izvedbi Milta Jacksona, Joe Passa i Ray Browna.
- "Ostavi T.R.A.G." sadrži sample "Our Lives Are Shaped by What We Love" sastava Odyssey
- "Kraj (ili početak ??)" sadrži sample "Don't Dream of Anybody But Me" koju je napisao i izveo Mel Tormé

## Izvođači
- Branimir Kolarek - dizajn omota
- Branimir Kralik - bas-gitara na pjesmi "Rima-ritam-muzika"
- Damir Keliš - mix na pjesmi "Ostavi T.R.A.G." u Radio 101 studiju
- Dinko Bulum - mix
- DJ Excel - scratchevi na pjesmi "Svim zmijama oštrica"
- Kid Rest - dizajn logotipa
- Luka Podvorac - gitara na pjesmi "Rima-ritam-muzika"
- Luka Tralić Shot - vokal, producent, mix
- Gordan Radočaj Ink - vokal
- Kristijan Frković Frx - producent na pjesmi "Ostavi T.R.A.G.
- Marijo Bilić - bas-gitara na pjesmi "Ta-da"
- Mirela Priselac Remi - vokal
- Miroslav Vidović - mastering u Morris studiju
- Mrwa - dodatni vokali na "Od malih nogu"
- Tino Turk - fotografije